# Solar Wind Composition Experiment
Pour les articles homonymes, voir SWC.

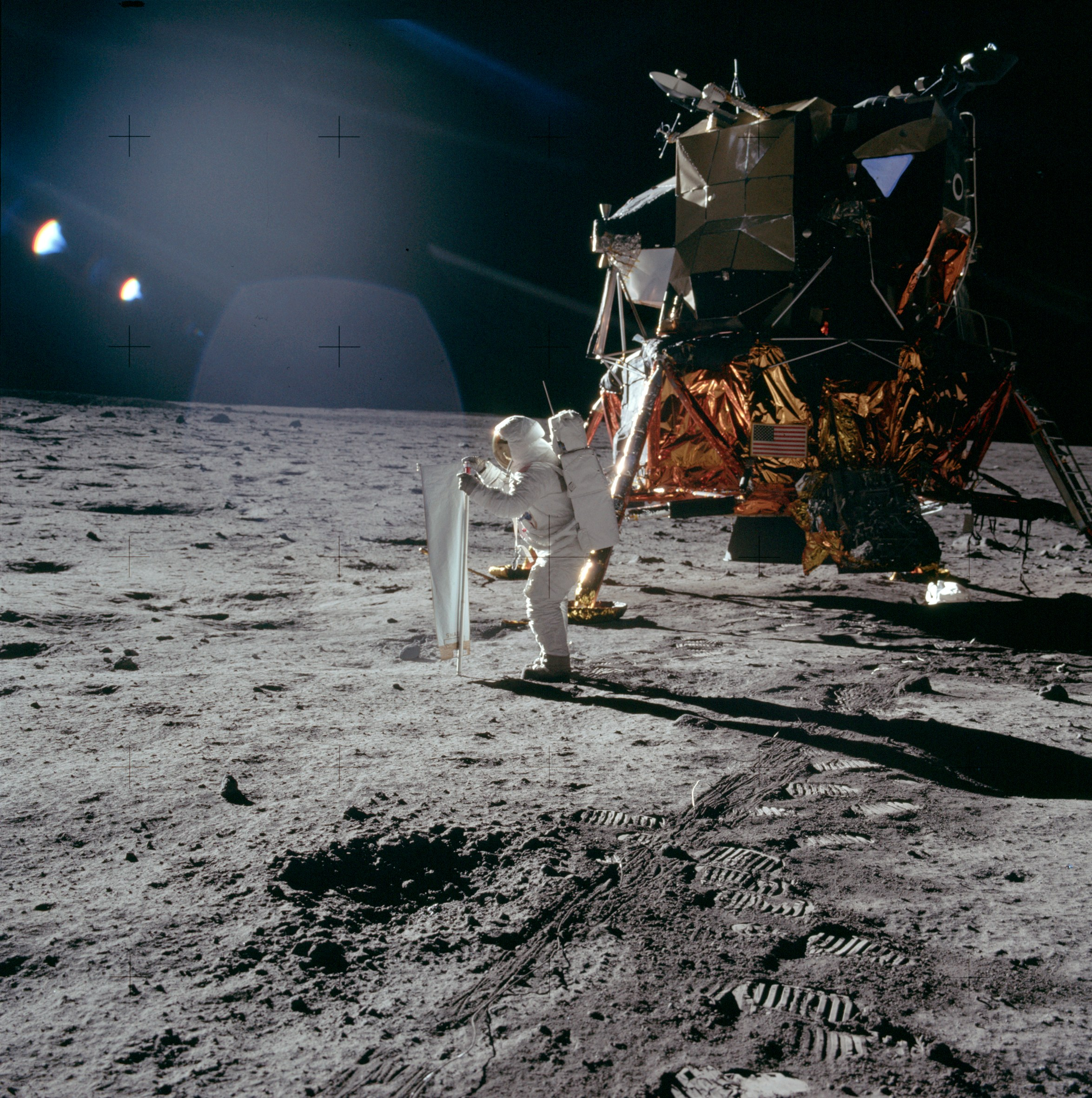
Buzz Aldrin déployant l'expérience le 21 juillet 1969, lors dApollo 11.

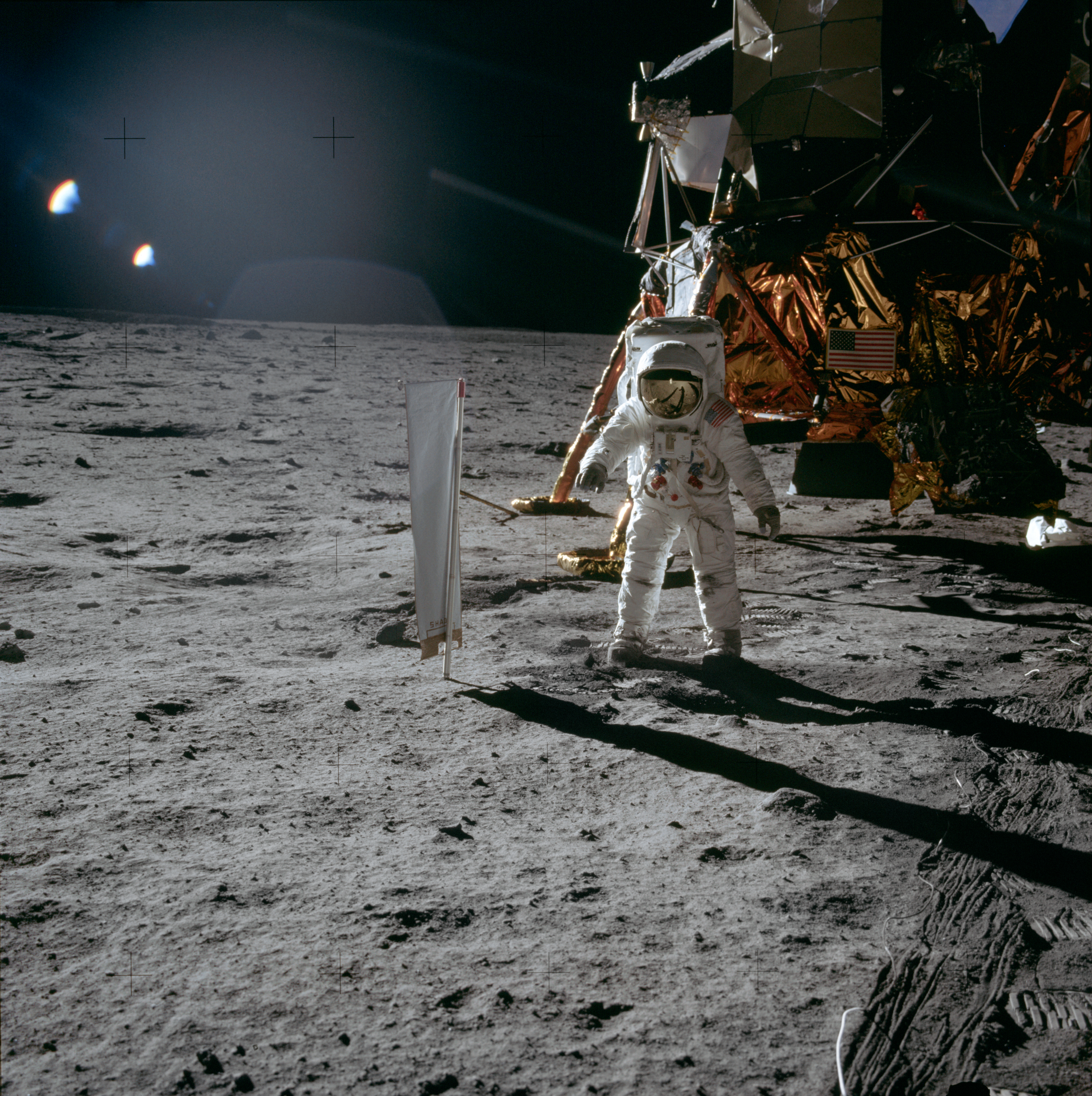
Buzz Aldrin près de l'expérience déployée.

La Solar Wind Composition Experiment (SWC ou SWCE) est une expérience scientifique réalisée sur la Lune lors des missions Apollo 11, 12, 14, 15 et 16, entre 1969 et 1972. Elle est conçue par une équipe universitaire suisse pour la NASA, l'agence spatiale américaine mettant en œuvre le programme Apollo. L'objectif est de mesurer le vent solaire en dehors de la magnétosphère terrestre. Ce sont les premières mesures isotopiques du matériau solaire.

## Histoire
La SWCE est proposée et conçue par une équipe suisse dirigée par Johannes Geiss et Peter Eberhardt, de l'Université de Berne, et Peter Signer (de), de l'École polytechnique fédérale de Zurich. Elle est fabriquée par le Fonds national suisse de la recherche scientifique (FNS) et l'Université de Berne.
Parmi les autres chercheurs impliqués, on compte également Fritz Buehler, Jürg Meister, Herbert Cerutti (de) et Charles Filleux.
Cette expérience est proposée à la NASA en 1965 ou 1966.

## Principe
Le dispositif utilisé pour l'expérience est mis en place sur la surface de la Lune au début de la sortie extra-véhiculaire. Il consiste en une feuille métallique d'aluminium et de platine de 1 × 4,6 pieds (30,5 × 140,2 cm), suspendue au sommet d'un mât télescopique. La feuille, exposée au Soleil, sert en quelque sorte d'épuisette, et permet de mesurer les types d'ions et l'énergie du vent solaire à la surface lunaire. À la fin de la durée de l'exposition, la feuille est détachée du mât puis placée dans un sac en téflon pour être ramenée sur Terre à des fins d'analyse.

## Déroulement
La durée d'exposition est croissante selon les missions :
| Mission   | Début            | Début      | Durée       |
| --------- | ---------------- | ---------- | ----------- |
| Apollo 11 | 21 juillet 1969  | 03 h 35 UT | 01 h 17 min |
| Apollo 12 | 19 novembre 1969 | 12 h 35 UT | 18 h 42 min |
| Apollo 14 | 5 février 1971   | 15 h 16 UT | 21 h 0 min  |
| Apollo 15 | 31 juillet 1971  | 19 h 36 UT | 41 h 08 min |
| Apollo 16 | 21 avril 1972    | 23 h 01 UT | 45 h 05 min |

Sur Apollo 11, Geiss a convaincu la NASA de déployer cette expérience en premier, avant même le drapeau américain contenu dans le Lunar Flag Assembly, afin de maximiser le temps d'exposition,, permettant de le doubler par rapport à un déploiement après le drapeau américain. Or les ingénieurs qui ont conçu le dispositif auraient caché dans le mât un petit drapeau suisse, qui serait ainsi le premier drapeau à avoir été planté sur la Lune, avant le drapeau américain,, ; selon Gleiss, toutefois, il s'agit d'une rumeur. L'expérience n'en est pas moins surnommée « the Swiss flag »,, (« le drapeau suisse ») en raison de son origine, et de sa forme ressemblant à celle d'un drapeau,,.

## Résultats
L'expérience, réussie, fournit des compositions isotopiques précises de l'hélium (He), du néon (Ne) et de l'argon (Ar) dans le vent solaire.
Ils sont par la suite comparés aux échantillons ramenés sur Terre en 2004 par la sonde Genesis,.

## Galerie

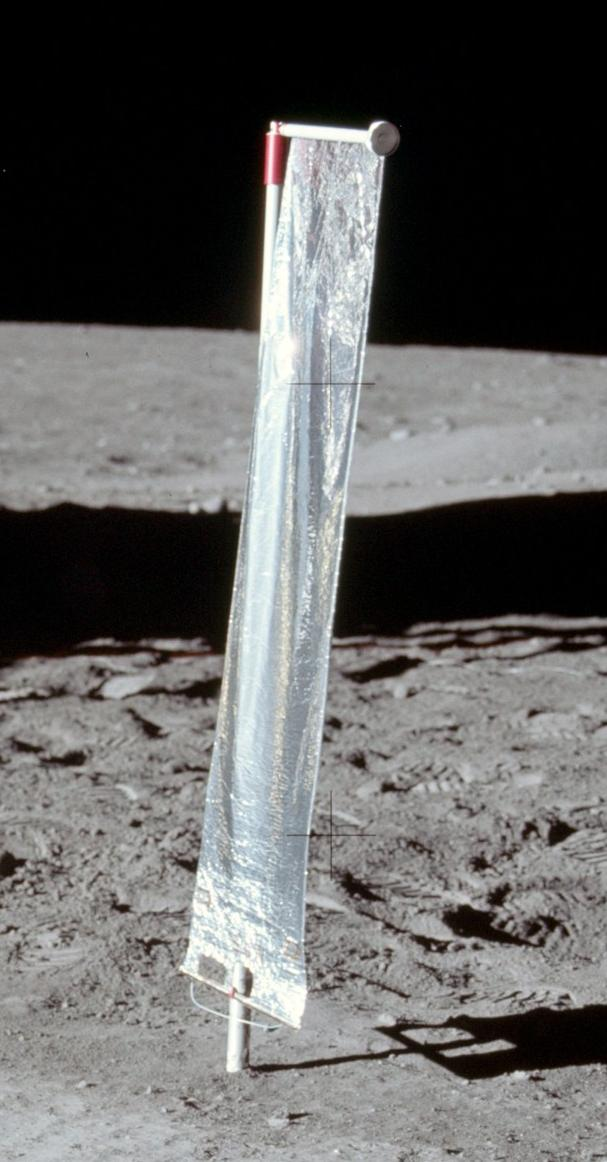
Apollo 11
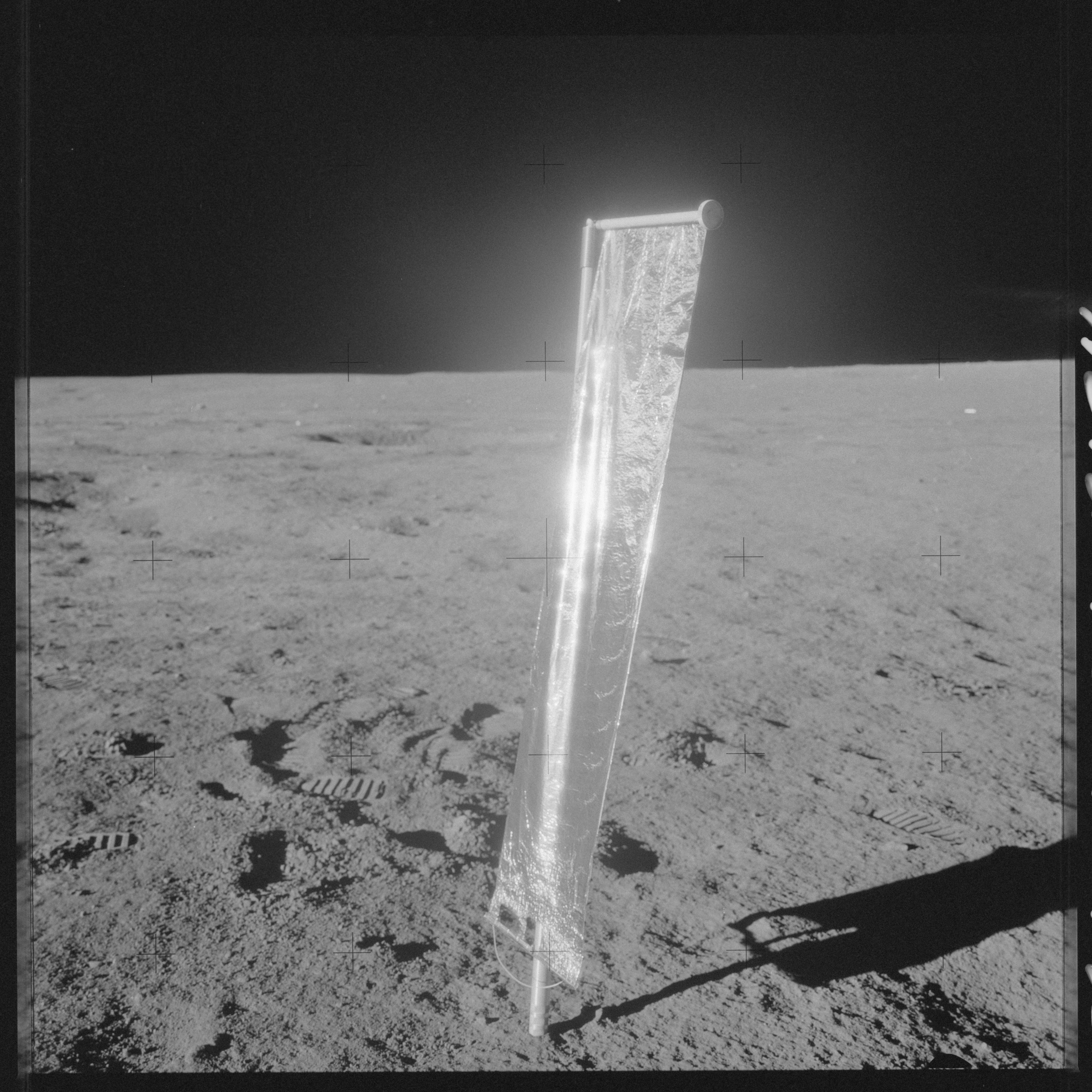
Apollo 12
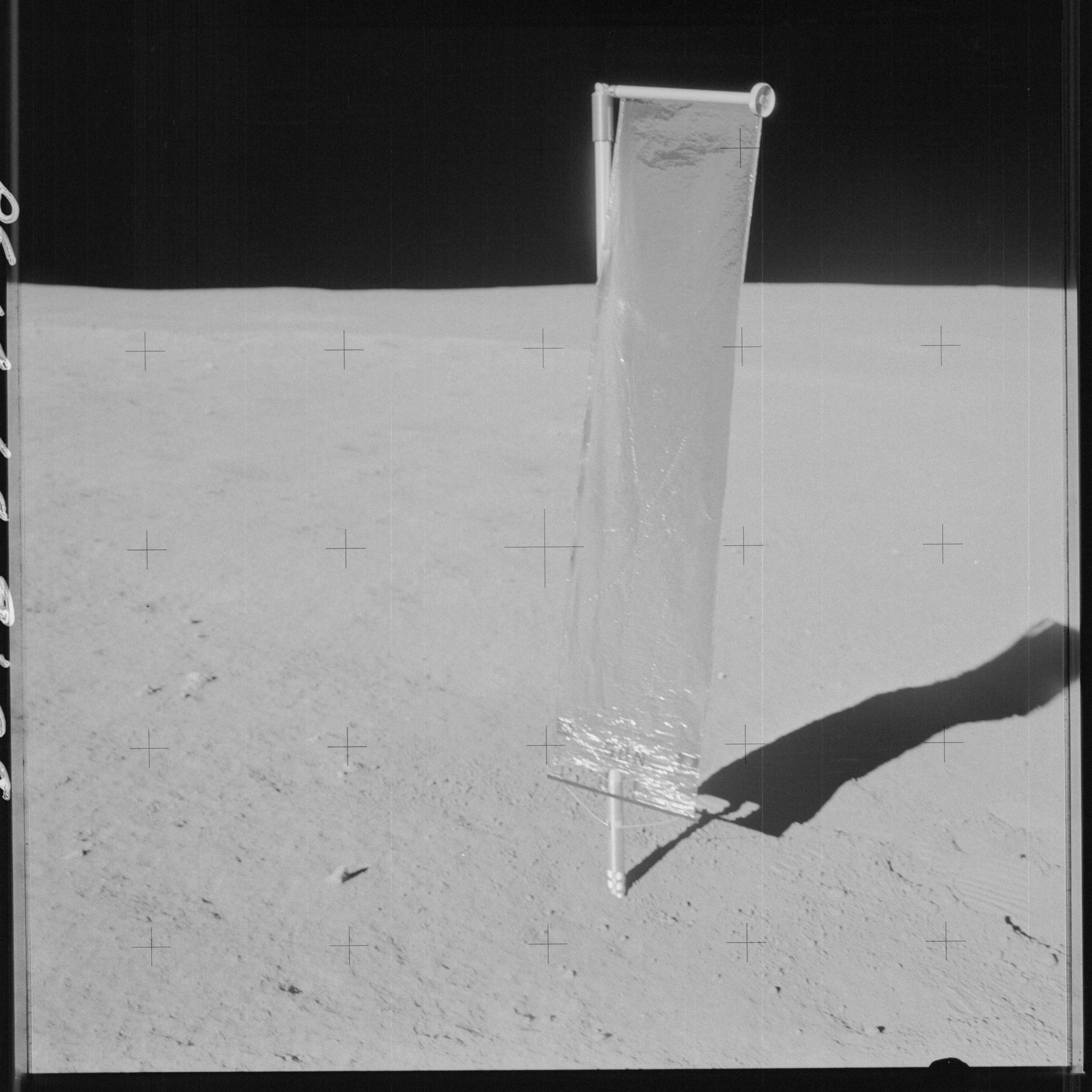
Apollo 14
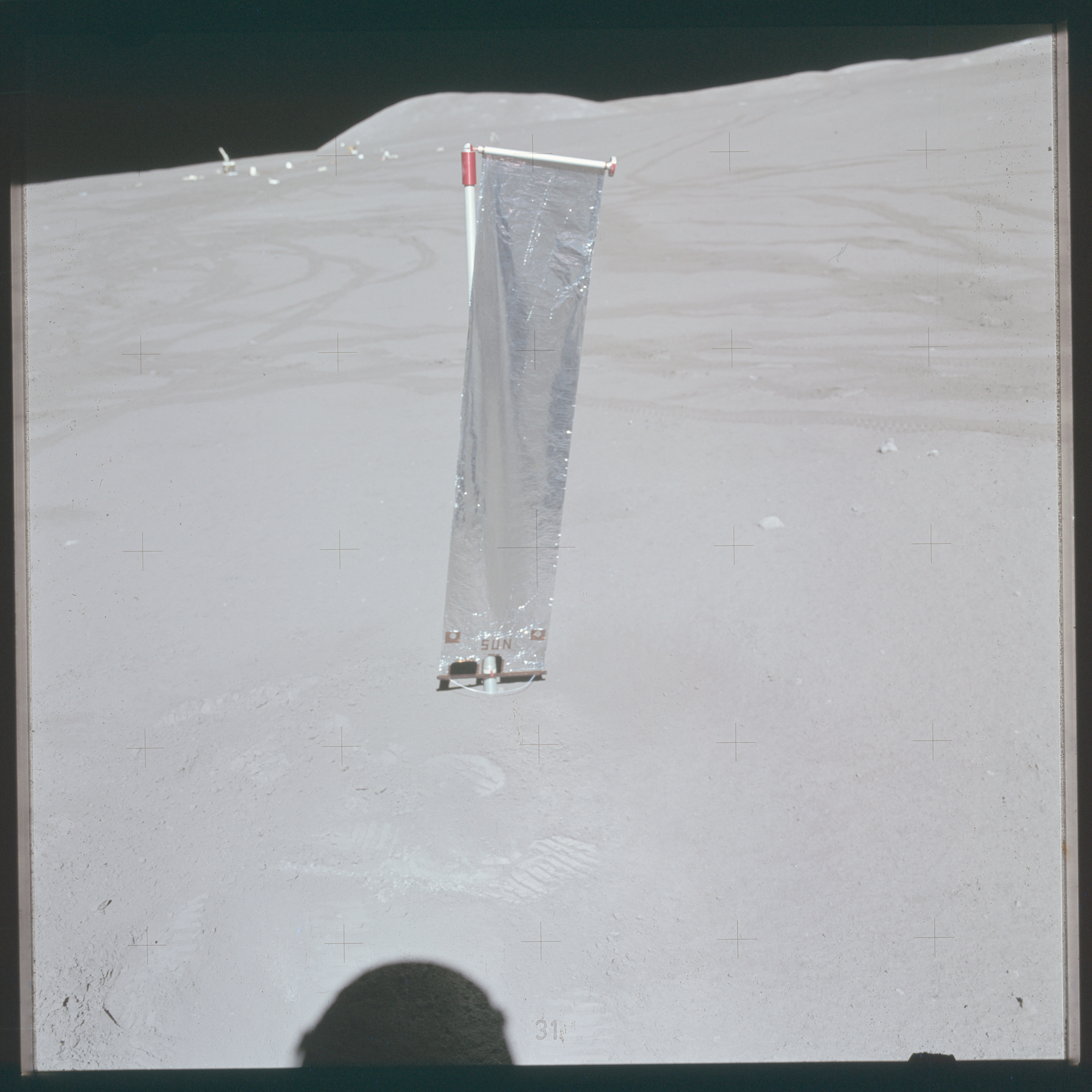
Apollo 15
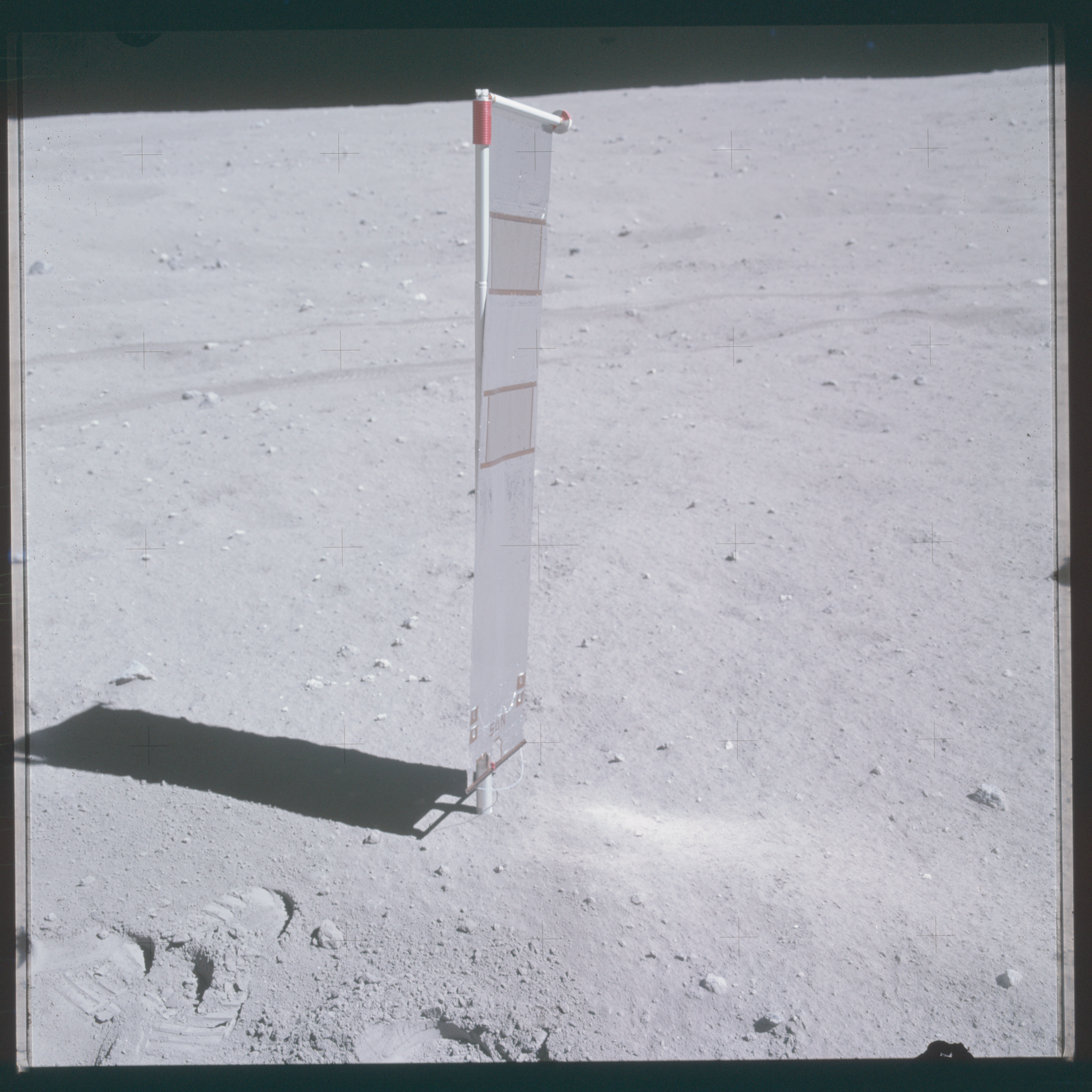
Apollo 16

- Schémas tirés du Apollo 11 Preliminary Science Report

Schémas tirés du '
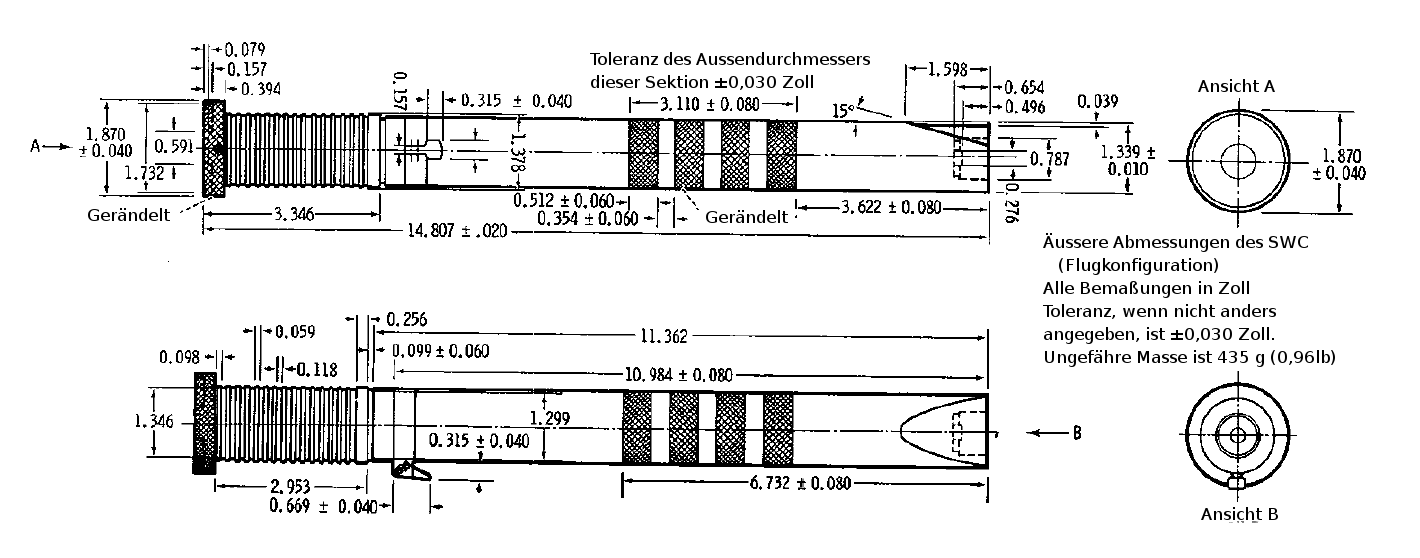
Figure 4-7, p. 91.
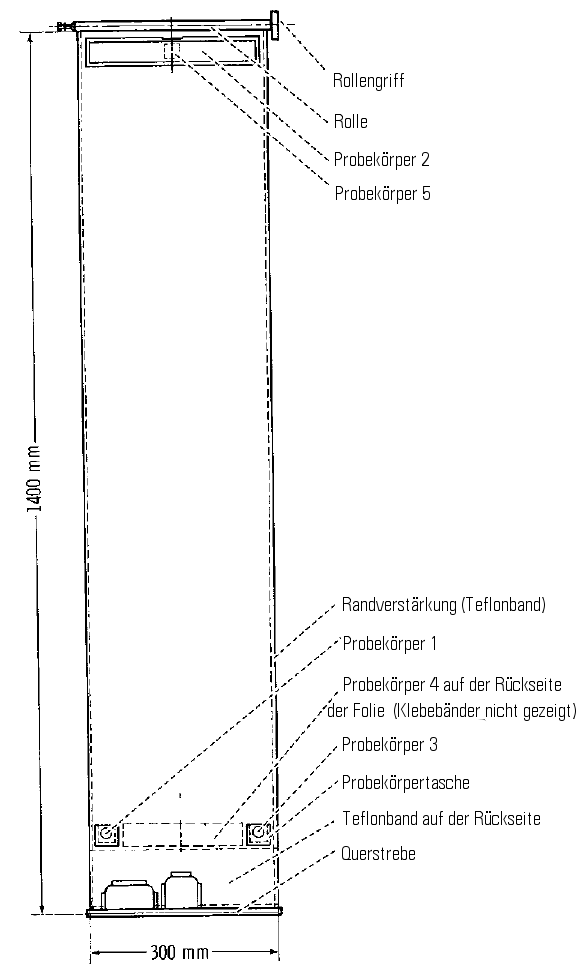
Figure 5-3, p. 185.

## Postérité

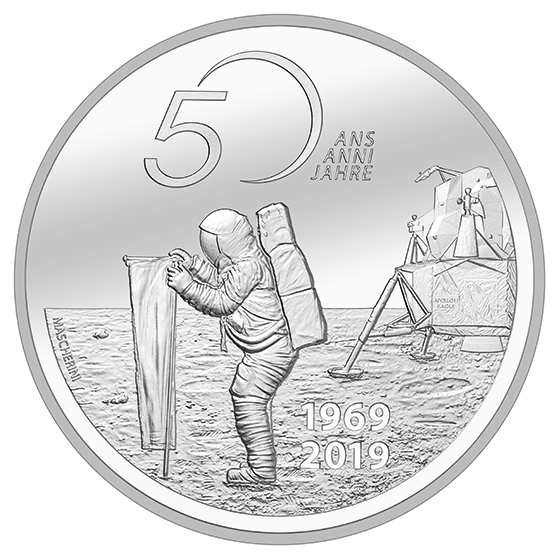
Pièce commémorative.

En 2019, pour le cinquantenaire de l'expérience lors d'Apollo 11, Swissmint a émis une pièce commémorative de 20 francs, dessinée par Remo Mascherini. Cette pièce en argent pèse 20 grammes et mesure 33 millimètres de diamètre. Elle reprend la photo d'Aldrin déployant l'expérience.
Cette même photo fait la couverture de The Composition of Matter, un ouvrage publié à l'occasion d'un symposium organisé pour le 80e anniversaire de Johannes Geiss.

#### Preliminary Science Reports
Préparés par le Manned Spacecraft Center, édités par la Scientific and Technical Information Division, Office of Technology Utilization, dans la collection « Special Publications » (NASA-SP) :
- (en) Johannes Geiss, Peter Eberhardt, Peter Signer, Fritz Buehler et Jürg Meister, chap. 8 « The Solar-Wind Composition Expriment », dans Apollo 11 Preliminary Science Report (NASA SP-214), 1969, 204 p. (LCCN 77-603770), p. 183–186 [lire en ligne].
- (en) Johannes Geiss, Peter Eberhardt, Peter Signer, Fritz Buehler et Jürg Meister, chap. 8 « The Solar-Wind Composition Expriment », dans Apollo 12 Preliminary Science Report (NASA SP-235), 1970, 227 p. (LCCN 73-606625), p. 99–102 [lire en ligne].
- (en) Johannes Geiss, Fritz Buehler, Herbert Cerutti, Peter Eberhardt et Jürg Meister, chap. 12 « The Solar-Wind Composition Expriment », dans Apollo 14 Preliminary Science Report (NASA SP-272), 1971, 309 p. (LCCN 78-611931), p. 221–226 [lire en ligne].
- (en) Johannes Geiss, Fritz Buehler, Herbert Cerutti et Peter Eberhardt, chap. 15 « Solar-Wind Composition Expriment », dans Apollo 15 Preliminary Science Report (NASA SP-289), 1972 (LCCN 72-185106), p. 15-1 – 15-7 [lire en ligne].
- (en) Johannes Geiss, Fritz Buehler, Herbert Cerutti, Peter Eberhardt et Charles Filleux, chap. 14 « Solar Wind Composition Expriment », dans Apollo 16 Preliminary Science Report (NASA SP-315), 1972 (LCCN 73-601567), p. 14-1 – 14-10 [lire en ligne].

#### Missions Reports
Préparés par la Mission Evaluation Team du Manned Spacecraft Center :
- (en) chap. 11.6 « Solar Wind Composition Experiment », dans Apollo 11 Mission Report (MSC-00171), novembre 1969 (lire en ligne), p. 11-23.
- (en) chap. 3.2 « Solar Wind Composition Experiment », dans Apollo 12 Mission Report (MSC-01855), mars 1970 (lire en ligne), p. 3-24.
- (en) chap. 3.4 « Solar Wind Composition Experiment », dans Apollo 14 Mission Report (MSC-04112), mai 1971 (lire en ligne), p. 3-14.
- (en) chap. 4.10 « Solar Wind Composition Experiment », dans Apollo 15 Mission Report (MSC-05161), décembre 1971 (lire en ligne), p. 4-14.
- (en) chap. 4.10 « Solar Wind Composition Expriment », dans Apollo 16 Mission Report (MSC-07230), août 1972 (lire en ligne), p. 4-21.

#### Autres publications de la NASA
- (en) chap. 3.2.22 « Solar Wind Composition Experiment », dans Apollo Program Summary Report (JSC-09423), Johnson Space Center, avril 1975 (lire en ligne), p. 3-54 et table 3-V, p. 3-55.
- (en) chap. D « Solar-Wind-Composition Experiment (NASA Experiment S-080) », dans W. F. Eichelman (dir.) et W. W. Lauderdale (dir.), Apollo Scientific Experiments Data Handbook (JSC-09166, NASA TM X-58131), Johnson Space Center, coll. « NASA Technical Memorandum », août 1974 et avril 1976 (lire en ligne), p. D-1 – D-20.
- (en) Thomas A. Sullivan, « Experiment Operations During Apollo EVAs : Solar Wind Composition », dans Catalog of Apollo Experiment Operations (RP-1317), Johnson Space Center, janvier 1994 (lire en ligne), p. 94–97.

#### Autres publications scientifiques
- (en) Fritz Bühler, Peter Eberhardt, Johannes Geiss, Jürg Meister et Peter Signer, « Apollo 11 Solar Wind Composition Experiment : First Results », Science, vol. 166, no 3912,‎ 19 décembre 1969, p. 1502–1503 (PMID 17742848, DOI 10.1126/science.166.3912.1502).
- (en) Johannes Geiss, Peter Eberhardt, Fritz Bühler, Jürg Meister et Peter Signer, « Apollo 11 and 12 solar wind composition experiments : Fluxes of He and Ne isotopes », Journal of Geophysical Research, vol. 75, no 31,‎ 1er novembre 1970 (DOI 10.1029/JA075i031p05972).
- (en) Fritz Buehler, Herbert Cerutti, Peter Eberhardt et Johannes Geiss, « Results of the Apollo 14 and 15 Solar Wind Composition Experiments », dans Carolyn Watkins (dir.), Lunar Science, vol. 3 : Revised Abstracts of Papers Presented at the Third Lunar Science Conference, Houston, 10–13 January 1972, Houston, Lunar Science Institute, coll. « Lunar Science Institute contribution » (no 88), 1972, 824 p. (LCCN 79189790, Bibcode 1972LPI.....3..102B), p. 102–104 [lire en ligne].
- (en) Johannes Geiss, Fritz Bühler, Herbert Cerutti, Peter Eberhardt, Charles Filleux, Jürg Meister et Peter Signer, « The Apollo SWC Experiment : Results, Conclusions, Consequences », Space Science Reviews, vol. 110, nos 3-4,‎ janvier 2004, p. 307–335 (DOI 10.1023/B:SPAC.0000023409.54469.40, Bibcode 2004SSRv..110..307G, S2CID 121170071).

Thèses de doctorat à l'Institut für Exakte Wissenschaften de l'Université de Berne : 
- (de) Herbert Cerutti, Die Bestimmung des Argons im Sonnenwind aus Messungen an den Apollo—SWC—Folien, 1974, 83 p. (OCLC 1333285876, Bibcode 1974PhDT.......208C).
- (de) Charles Filleux, Häufigkeiten der Helium- und Neonisotope im Sonnenwind aus Messungen an den Apollo—SWC—Folien, 1975, 102 p. (OCLC 633026213).

#### Autres publications
- (en) Stephan Zellmeyer, A Place in Space : The History of Swiss Participation in European Space Programmes, 1960–1987, Paris, Beauchesne, coll. « Explorations » (no 7), 2008, 402 p. (ISBN 978-2-7010-1532-3), p. 105–106.